# Liban na Letnich Igrzyskach Olimpijskich 2008
Liban na Letnich Igrzyskach Olimpijskich 2008 reprezentowało 6 zawodników – 4 mężczyzn i 2 kobiety.
Był to 15. start reprezentacji Libanu na letnich igrzyskach olimpijskich.

## Skład kadry

### Judo
| Zawodnik      | Konkurencja | Eliminacje                  | 1/32                           | 1/16                           | Ćwierćfinały                   | Półfinały                      | Pierwszy repasaż Runda       | repasażowa Ćwierćfinały       | repasażowe Półfinały  | Finał                 |
| Zawodnik      | Konkurencja | Wynik                       | Wynik                          | Wynik                          | Wynik                          | Wynik                          | Wynik                        | Wynik                         | Wynik                 | Wynik                 |
| ------------- | ----------- | --------------------------- | ------------------------------ | ------------------------------ | ------------------------------ | ------------------------------ | ---------------------------- | ----------------------------- | --------------------- | --------------------- |
| Rudy Hachache | +100 kg     | Oscar Braison L 0000 / 1101 | Odpadł z tej rundy rywalizacji | Odpadł z tej rundy rywalizacji | Odpadł z tej rundy rywalizacji | Odpadł z tej rundy rywalizacji | Carlos Zegarra W 0200 / 0100 | João Schlittler L 0000 / 1031 | → Nie awansował dalej | → Nie awansował dalej |

### Lekkoatletyka
| Zawodnik            | Konkurencja            | Kwal. | Kwal. | Ćwierćfinał            | Ćwierćfinał            | Półfinał               | Półfinał               | Finał                  | Finał                  |
| Zawodnik            | Konkurencja            | Wynik | Poz.  | Wynik                  | Poz.                   | Wynik                  | Poz.                   | Wynik                  | Poz.                   |
| ------------------- | ---------------------- | ----- | ----- | ---------------------- | ---------------------- | ---------------------- | ---------------------- | ---------------------- | ---------------------- |
| Mohamad Siraj Tamim | bieg na 200 m mężczyzn | 21.80 | 7     | → Nie awansował dalej  | → Nie awansował dalej  | → Nie awansował dalej  | → Nie awansował dalej  | → Nie awansował dalej  | → Nie awansował dalej  |
| Gretta Taslakian    | bieg na 200 m kobiet   | 25.32 | 8     | → Nie awansowała dalej | → Nie awansowała dalej | → Nie awansowała dalej | → Nie awansowała dalej | → Nie awansowała dalej | → Nie awansowała dalej |

### Pływanie
| Zawodnik        | Konkurencje             | Kwal.   | Kwal. | Półfinał               | Półfinał               | Finał                  | Finał                  |
| Zawodnik        | Konkurencje             | Wynik   | Poz.  | Wynik                  | Poz.                   | Wynik                  | Poz.                   |
| --------------- | ----------------------- | ------- | ----- | ---------------------- | ---------------------- | ---------------------- | ---------------------- |
| Wael Koubrousli | 100 m stylem klasycznym | 1:06.22 | 3     | → Nie awansował dalej  | → Nie awansował dalej  | → Nie awansował dalej  | → Nie awansował dalej  |
| Nibal Yamot     | 100 m stylem klasycznym | 1:16.17 | 5     | → Nie awansowała dalej | → Nie awansowała dalej | → Nie awansowała dalej | → Nie awansowała dalej |

### Strzelectwo
| Ziad Richa | skeet | 111 | 29 | → Nie awansował dalej | → Nie awansował dalej | → Nie awansował dalej | → Nie awansował dalej |